# شی (فیلم ۱۹۶۵)
«شی» یک فیلم سینمایی بریتانیایی در سبک فانتزی و ماجرایی است که در سال ۱۹۶۵ منتشر شد. از بازیگران آن می‌توان به اورزولا اندرس، پیتر کوشینگ، کریستوفر لی، ثریا اسفندیاری، و آندره مورل اشاره کرد.